# Paul Mariani
Pour l’article homonyme, voir Mariani.
Paul Mariani, né le 6 janvier 1935 et mort le 31 décembre 1990 à Soveria, est un haut fonctionnaire et homme politique français. 

## Biographie
Ancien directeur de l'Office HLM de Chelles, il est rattaché au cabinet de François Doubin, ministre délégué, chargé du commerce et de l'artisanat.
Membre du Parti socialiste, il est élu en mars 1989 maire de Soveria, petit village de Haute-Corse près de Corte. Il est assassiné de deux coups de feu devant sa maison le soir du 31 décembre 1990.
Lors d'une élection partielle tenue le 3 février 1991 pour le remplacer, sa mère Laurine Mariani est élue conseillère municipale puis maire de Soveria le 10 février.

## Sources
- Articles dans Le Monde des 2 janvier et 12 février 1991.